# USS Safeguard (1985)
De USS Safeguard (ARS-50) is het eerste schip van de gelijknamige klasse bergings/sleepboten, en het tweede schip in de Amerikaanse marine met die naam.
De kiel van de Safeguard werd op 8 november 1982 gelegd op de scheepswerf "Petersons Builders" te Sturgeon Bay, Wisconsin. Het schip werd op 12 november 1983 te water gelaten en op 17 augustus 1985 in dienst genomen.
De Safeguard is het eerste schip van de nieuwste klasse reddings- en bergingsschepen van de Amerikaanse marine. De schepen hebben een stalen romp, voorzien op varen door ijs. De combinatie van snelheid en vaarbereik maakt de schepen geschikt voor hun rol over de hele wereld.
Het motto van de USS Safeguard is "First in Class", een verwijzing naar de status als eerste schip van de klasse. De andere schepen in de klasse zijn de USNS Grasp (TARS 51) (zonder thuishaven), de USS Salvor (ARS 52) met thuishaven Pearl Harbor en de USNS Grapple (TARS 53), ook zonder thuishaven.

## Onderscheidingen
In 2005 verkreeg de USS Safeguard de prestigieuze Marjorie Sterrett Battleship Fund Award, een onderscheiding voor de paraatheid van het schip.

### Zie alsook
- Lijst van schepen van de United States Navy (S)
- Zie USS Safeguard voor andere Marineschepen met dezelfde naam